# 佐竹海莉
佐竹 海莉（さたけ かいり、3月20日 - ）は、日本の女性声優、ナレーター。東京俳優生活協同組合所属。血液型はA型。身長169cm。

## 概要・来歴
ピアニストだった叔母の影響で、幼稚園よりピアノを始めた。小学校に進学すると、水泳、書道、英会話、クラシックバレエを習い、一日も休みがないという多忙な生活を卒業まで続ける。中学、高校は陸上部に入部し、100Mハードルで全国大会に出場する活躍をみせる。このころより、得意のダンスを生かし、ダンス公演やオペレッタのダンサーなどで舞台に出演しはじめる。大学に進学すると禅を専攻、かつ作詞、作曲をしながらピアノの弾き語りのアルバイトをする。
その後、アクション・スタントを主に活動する芸能プロダクションである「倉田アクションクラブ」（TAC）に入ってトレーニングを積み、漠然とアジアで仕事をしたいという夢を持つようになる。その夢を叶えるべく、意を決して 1999年に香港に向かう。現地で日本語教師、通訳などをしながら広東語を学び、二年後上海へ渡る。上海では大学に通いながら北京語を学び、2004年に日本へ帰国。俳協ボイスアクターズスタジオに第28期生として入所し、東京俳優生活協同組合への正式所属を果たした。
通訳レベルの英語・北京語と、日常会話レベルの広東語という特技を活かして、海外ドラマの吹き替えやナレーション活動を積み重ね、情報番組のナレーションなどでレギュラー出演している。声の仕事以外にも、 劇団アニマル王子 をはじめとした数々の劇団にさまざまな作品で客演している。過去には、吉祥寺にあるライブハウス「曼荼羅」にて、朗読ライブの演目で不定期に出演していた。
2019年にはナレーションワークショップを開講。2020年にはYouTubeチャンネルを開設した。

## 特色
声種はアルトで、おもにスポーツ番組・ドキュメンタリー番組・ニュース番組のナレーションを担当する。幅広い年齢・さまざまな性格の女性役をこなすだけでなく、男性の声も出せるので一人芝居を行なうことができる。日本語・英語・中国語（北京語＋広東語）のトリリンガルであることを活かし、中国人の役柄も担当することもあるが、日本人離れした容姿から、外国籍（中国など）の人からネイティブの言語で話しかけられることが少なくない。

## 人物

### 趣味など
無類のゲーム好きであり、とくに「モンスターハンターシリーズ」をこよなく愛する。ヘビィボウガン使いらしい。好みの男性は「ふんどしの似合う男性」と語る。

### 語学
- 北京語（HSK6級、日本語への通訳、翻訳可能）
- 英語（日本語への通訳、翻訳可能）
- 広東語（日常会話レベル）

### 特技・特徴
- 中国拳法（八極拳）
- クラシックバレエ
- ジャズダンス
- ピアノでの弾き語り。
- 楽器が得意な弟が一人いる。姉弟でバンドを組める腕前。
- 自身の Twitter アカウントで、母親の行動をおもしろおかしく投稿することが多い。

## 出演作品

### ナレーション
NHK
- わたしが子どもだったころ 〜 辻口博啓
- 空撮 世界遺産【自然編】（DVD 作品）
- 総合診療医ドクターG

NHK教育
- Rの法則

NHK BS
- ワールドWaveモーニング （不定期出演）
- あなたが選ぶ スペイン・ポルトガル絶景30
- おはよう世界

フジテレビ
- 春の高校バレー（2010年、2011年、2012年）
- 美しき超人たちの野望 〜跳べ！体操ニッポン・世界選手権直前SP〜（2010年）
- 体操の達人 〜美しき求道者たちの系譜 〜（2010年）
- 全日本選抜柔道体重別選手権（2010年）
- SMAP×SMAP（2010年）
- 女子バレーボール ワールドグランプリ（2009年、2010年）
- ワールドカップバレー2011
- バンクーバーオリンピック 前半戦ハイライト
- 柔道世界選手権 2009

テレビ朝日
- いきなり!黄金伝説。
- バラ色の聖戦

日本テレビ
- 芸人報道

テレビ東京
- ワールドビジネスサテライト

CM
- 東京ガールズコレクション（girlsTV YouTube公式チャンネル）
- エーザイ「ナボリンS」
- アイムス（ペットフード）
- ヤマサ醤油「鮮度の一滴」
- ミスタードーナツ

その他
- JAXA YouTube公式 JAXA Channel　宇宙ステーション補給機「こうのとり」（HTV）2号機〜宇宙船が運ぶ未来〜
- JRA「ブエナビスタ写真集＆DVD 〜頂上からの絶景〜」

映画
- ホッパーレース 〜ウンカとイネと人間と〜

### 吹き替え
フジテレビ
- ザ・ベストハウス123

SKY PerfecTV!
- ワンポイント中国語 （トントン役、旧ベネッセチャンネル）

#### 担当女優
シュー・トントン
- ザ・スパイ エージェント・ウルトラ（メイクイ）
- スナイパーキング＆クイーン（リ・シャンジ）
- Miss.アサシン（アンジー）
- Miss.リベンジ（チンチョン）

映画
- アクアマン/失われた王国（レディ・カーション〈インディア・ムーア〉[7]）
- ANNIE/アニー（ボランティア[8]）
- アントマン（女性防犯ドア音声）
- イフ・アイ・ステイ 愛が還る場所
- オール・ユー・ニード・イズ・キル（看護師・女）
- グランド・マスター（サン姐さん〈ジョウ・シャオフェイ〉）
- GODZILLA ゴジラ（発電所アナ女声[9]）
- ステップ・シスターズ（ダニエル〈リンドン・スミス〉）
- タイピスト!（マドレーヌ・エシャール〈ミュウ＝ミュウ〉）
- 地球、最後の男（幻想の女）
- トランスフォーマー/ロストエイジ（リポーター4女性）
- トロール・ハンター（ヒルデ〈トルン・ルーデメル・ストッケラン〉）
- バース・オブ・ザ・ドラゴン（クァン・シュウラン〈ジンジン・クー〉）
- ハンガー・ゲーム FINAL: レジスタンス（エジェリア〈サリタ・チョウドリー〉）
- ハンガー・ゲーム FINAL: レボリューション（エジェリア〈サリタ・チョウドリー〉）
- マーベルズ（ダー・ベン〈ザウイ・アシュトン〉[10]）
- マッドマックス2（女戦士〈ヴァージニア・ヘイ〉）※スーパーチャージャー版
- LIFE!（女性社員2）
- リーサル・ソルジャーズ（リー〈シルヴィア・フークス〉）
- ワールド・ウォーZ
- 私にだってなれる! 夢のナレーター単願希望（キャサリン・ユーリン）

ドラマ
- ALCATRAZ/アルカトラズ - 第10話
- ウェアハウス13 〜秘密の倉庫 事件ファイル〜 - season1〜2（ケイトローガン）
- 衛子夫（陳皇后〈チョン・ユエンユエン〉）
- エレメンタリー ホームズ&ワトソン in NY
- キャッスル～ミステリー作家は事件がお好き - S8（ヘイリー）
- クリスマスキューピット
- コバート・アフェア CIA諜報員アニー - シーズン2 第1話
- 昏睡病棟-COMA-（モントーヤ）
- THE FALL 警視ステラ・ギブソン（ターニャ・リード・スミス教授）
- CSI:科学捜査班 - シーズン11 第12話、シーズン12 第1話（シオマラ）
- CSI:マイアミ10 ザ・ファイナル - 第4話、第8話（エリザベス・クラーク）
- シャドウハンター: The Mortal Instruments（アイリス・ラウズ〈ステファニー・ベディング〉）
- 私立探偵ヴァルグ（カリン〈リーナ・ニューストロン〉）
- スーパーナチュラル
- デアデビル（ヴァネッサ・マリアンナ〈アイェレット・ゾラー〉）
- トゥルーブラッド - シーズン1〜2（マリアン・フォレスター）
- Dr.HOUSE - シーズン5 第4話
- ノーリミット/NO LIMIT（リュック・ベッソン 脚本・製作 2012年）（オルガ・ズヴェルデンコ）
- PERSON of INTEREST 犯罪予知ユニット - シーズン1 第9話（イリーナ）
- ハリーズ・ロー 裏通り法律事務所 - シーズン1 第2話
- 火の女神ジョンイ（仁嬪（インビン）キム氏〈ハン・ゴウン〉）
- 秘密の扉（ウンシム）
- FOREVER Dr.モーガンのNY事件簿（ジョー・マルティネス刑事〈アラナ・デ・ラ・ガーザ〉）
- ホワイトカラー - シーズン1 第6話
- マルコ・ポーロ（メイリン〈オリヴィア・チェン〉）
- 夜警日誌（チョンス大妃〈ソ・イスク[11]〉）
- ユーリカ - シーズン3 第2話、シーズン4 第14話、第15話

アニメ
- 時光代理人 -LINK CLICK-（アナウンサー）
- トランスフォーマーアドベンチャー マイクロンの章（グロウストライク）

### テレビアニメ
- 閃光のナイトレイド（2010年）
- ガンダム Gのレコンギスタ（2014年、G-セルフ、ギゼラ）
- 残響のテロル（2014年、アナウンサー）
- 天体のメソッド（2014年、受付、キャスター）
- グリザイアの果実（2014年、アナウンサー）

### 劇場アニメ
- 009 RE:CYBORG（2012年、ニュースキャスター）
- もうひとつの未来を。（2013年、峰洋子[12]）
- Gのレコンギスタ I - IV（2019年 - 2022年、ギゼラ） - 4作品

### Webアニメ
- 日本沈没2020（2020年、機内アナウンス）

### ゲーム
- D.C.4 〜ダ・カーポ4〜[13]（2019年、鷺澤由岐子）
- エーペックスレジェンズ[14]（2024年、オルター）

### オーディオブック
- ハーモニー〔新版〕（2019年、シュタンフェンベルク・オスカー）

### インターネットラジオ
- 癒しの香ギャラリー（株式会社日本香堂：水曜日担当 パーソナリティ）

### TVドラマ
- エジソンの母

### 舞台
劇団 アニマル王子
- 第9回公演「元禄ハムレット」（"瑠璃姫" 役：2008年 5月2日 - 5月4日 武蔵野芸能劇場）
- 第10回公演「近松 ジュリエット女庭訓」（"お初" 役：2008年 9月26日 - 9月28日 武蔵野芸能劇場）
- 第11回公演「千年回廊 -千年百年君想う事限りなく-」（"椿" 役：2009年 7月2日 - 7月7日 武蔵野芸能劇場）
- 第12回公演「閃華：夏の夜の夢 -咲き誇る華は蘭麝のごとく-」（"蛇油汰姫" 役：2009年 12月17日 - 12月20日 武蔵野芸能劇場）
- 第13回公演「黒塚マクベス」（"眞久部夫人" 役：2010年 9月19日 - 9月19日 築地本願寺ブディストホール, 11月20日 - 11月21日 佛教大学宗教文化ミュージアム）
- 第14回公演「13日間の罪と罰」（"水船靖恵" 役：2011年 6月16日 - 6月20日 武蔵野芸能劇場）
- 第16回公演「GOEMON -分け与える愛の為に-」（"赤薔薇 杏" 役：2012年 9月21日 - 9月25日 武蔵野芸能劇場）
- 第17回公演「元禄ハムレット」（"浮橋太夫"役：2014年 12月3日 - 12月7日 萬劇場）

なぎプロダクション
- 旗揚げ記念講演「新説『おばこ旅館物語』かたくりの花編」（"渚ミカ" 役：2008年 11月5日 - 11月9日 築地本願寺ブディストホール）

朗読（題目リスト）
- 班女（三島由紀夫「近代能楽集」より）
- 瓶詰地獄（夢野久作）
- 葉桜と魔笛（太宰治）
- 寡婦（ギ・ド・モーパッサン 著、和田滋 訳）
- 私は海をだきしめてゐたい（坂口安吾）
- 魔術（芥川龍之介）
- Calling You （乙一）
- ラブ・レター（浅田次郎）
- うらぼんえ（浅田次郎）
- 桜の森の満開の下（坂口安吾）
- 杜子春（芥川龍之介）
- 安義橋の鬼、人を喰らう語（夢枕獏）
- 藪の中（芥川龍之介）
- 狂人は笑う（夢野久作）
- 饗応夫人（太宰治）
- 私はついてない（宮部みゆき）
- 人でなしの恋（江戸川乱歩）
- 弱法師（三島由紀夫「近代能楽集」より）
- 芋虫（江戸川乱歩）
- 朝の純愛（三島由紀夫）
- 母子像（久生十蘭）
- 雛の宿（三島由紀夫）
- 指と指輪（佐左木俊郎）
- 黒猫（エドガー・アラン・ポー）
- 『「ありがとう」って言いそびれたヤツいる？』（"泣ける2チャンネル" より）

その他
- 月蝕歌劇団 12月公演「人力飛行機ソロモン -劇場版-」（"トレンチコートの男" 役：2012年 12月22日 - 12月25日 南阿佐ヶ谷 ひつじ座）
- "太。ちょい" season4「アバレアン☆ナイト」（"コラマ・テー" 役：2012年 4月13日 - 4月15日 下北沢 しもきた空間リバティ）
- 演劇集団"はなムスび" 第3回公演「腹腹ボレロ」（"カイリ" 役：2009年 4月10日 - 4月12日 王子 pit北／区域）
- 朗読集団"TelleresDREI" 第3回公演「jack'n JACK」("セラ" 役：2008年 7月9日 新宿ゴールデン街劇場）